# Sotin (Croazia)
Sotin e' un centro abitato della Croazia, amministrativamente dipende da Vukovar, situato a 10 chilometri dal Danubio. Nella zona sono stati rinvenuti reperti risalenti alla Cultura di La Tène, attribuiti al popolo degli Scordisci.